# Porównawcze badanie efektywności
Porównawcze badanie efektywności (ang. Comparative Effectiveness Research, CER) – metoda mająca za zadanie stwierdzić skuteczność stosowanych leków i procedur medycznych.
Metoda polega na porównaniu różnych stosowanych w terapii leków i procedur medycznych ze względu na ich skuteczność i koszt.
Tradycyjnie wykorzystuje się do tego celu badania randomizowane. Są one jednak drogie i mało przekonujące dla lekarzy (ze względu na wyidealizowaną sytuacje badawczą). Komputerowa analiza medycznych baz danych (przechowujących informacje o przebiegu leczenia konkretnych pacjentów) pozwala analizować większe grupy pacjentów przy mniejszych kosztach.